# Алцано Ломбардо
Алца̀но Ломба̀рдо (на италиански: Alzano Lombardo, на източноломбардски: Alzà, Алца) е град и община в Северна Италия, провинция Бергамо, регион Ломбардия. Разположен е на 304 m надморска височина. Населението на общината е 13 575 души (към 2013 г.).